# Stay Hard
Stay Hard är den engelska heavy metal-gruppen Ravens fjärde album och deras första på Atlantic Records.
Raven gick från Neat Records till Atlantic Records för att försöka slå sig in på den amerikanska skivmarknaden med ett mer kommersiellt sound. Något som varken fans eller kritiker uppskattade. Trots det så innehöll albumet Ravens enda hitsingel, "On and On" som spelades flitigt på MTV.

## Låtlista
- Alla låtar skrivna av Gallagher/Hunter om inget annat anges

1. "Stay Hard" – 2:59
2. "When the Going Gets Tough" – 3:34
3. "On and On" – 3:54
4. "Get it Right" – 4:49
5. "Restless Child" – 2:45
6. "The Power and the Glory" – 3:37
7. "Pray for the Sun" – 4:22
8. "Hard Ride" – 3:15
9. "Extract the Action" – 3:04
10. "The Bottom Line" – 3:37